# 주교의 부인
《주교의 부인》(The Bishop's Wife, Cary and the Bishop's Wife)은 미국에서 제작된 헨리 코스터 감독의 1947년 코미디, 멜로/로맨스, 판타지 영화이다. 캐리 그랜트 등이 주연으로 출연하였고 사무엘 골드윈 등이 제작에 참여하였다.
아카데미 음향효과상을 수상했으며 감독상, 편집상, 음악상, 부문 후보에 지명되었다.

## 출연

### 주연
- 캐리 그랜트
- 로레타 영
- 데이빗 니븐

### 조연
- 몬티 울리
- 제임스 글리슨
- 글래디스 쿠퍼
- 엘자 란체스터
- 사라 하든

## 기타
- 원작자: 로버트 나단
- 음향: 고든 소여
- 의상: 아이린 세러프

## 같이 보기
- 크리스마스 영화 목록